# بول كاغامه
بول كاغامه (بالفرنسية: Paul Kagame)‏، پول كاگامه أو بول كاجامه (مواليد 23 أكتوبر 1957) هو الرئيس السادس والحالي لجمهورية رواندا منذ 24 مارس 2000.

## نشأته
ولد في 23 أكتوبر1957 لأسرة تنتمي إلى عرق التوتسي، وهي سلالة من السلاطين تعاقبت على عرش هذه العرقية في فترات ما قبل الاستعمار البلجيكي.
وافق ميلاده استعداد بلجيكا لمنح الاستقلال لرواندا بعد عقود طويلة من الاستعمار والتمييز، عملت خلالها السلطات الاستعمارية على إحداث خرقٍ اجتماعي وعرقي بين الهوتو والتوتسي والتمييز بينهم رغم أنَّ العرقيتين غير متمايزتين.
نزح كاغامي مع أسرته وهو في الثانية من عمره إلى أوغندا فرارا من القمع الذي استهدف التوتسي قبيل نيل البلاد استقلالها عام 1959، حيث جرت إعدامات وتصفيات ودُمرت منازل بذريعة وجود مخطط للتوتسي يرمي إلى الإمساك بالسلطة؛ ليدشن ذلك شرخا عرقيا عميقا وصم التاريخ السياسي للبلاد وانتهى بمجازر عرقية مروعة قُتل فيها أكثر من ثمانمئة ألف إنسان، غالبيتهم من التوتسي، ربيع 1994.
تلقى كاغامي تعليمه الأولي في أوغندا التي كانت توجد فيها أكبر مخيمات اللجوء الخاصة بالتوتسي، وانضم في أكتوبر 1979إلى مليشيات جيش المقاومة الوطنية الأوغندي بزعامة يوري موسيفيني الذي كان يخوض حربا مفتوحة ضد عيدي أمين دادا.

## التجربة السياسية
شكل كاغامي مع عدد من الشبان التوتسي الروانديين نواة جيش موسيفيني الذي كافأهم بتجنيسهم وتعيينهم في مناصب مهمة بالأجهزة العسكرية والأمنية، بعد نجاحه في الإمساك بسدة الحكم إثر إطاحته بنظامي ميلتون أبوتي ثم تيتو أوكيلو عام 1986.
فور إعلان موسيفيني رئيسا لأوغندا، تم تعيين كاغامي رئيسا للاستخبارات العسكرية الأوغندية، وهو منصبٌ خوله نفوذا واسعا سخَّره في خدمة قضيته الأولى، وهي عودة التوتسي إلى رواندا وحكمها.
أنشأ كاغامي لهذا الغرض الجبهة الوطنية الرواندية التي تولى رئاستَها فريد رويجيما، وهو صديق مخلص لكاغامي، وفي عام 1990؛ مُنيت الجبهة الوطنية الرواندية -التي أنشأها كاغامي- بهزيمةٍ مدوية خلال معاركها الأولى مع الجيش الرواندي النظامي التابع للرئيس جوفينال هابياريمانا، لكن جهود الأمم المتحدة ووساطة زعيم الهوتو باستور بيزيمنغو وضغوط الحكومة الفرنسية، دفعت نظام هباريمانا إلى التفاوض مع الجبهة الوطنية في آروشا.
وحققت المفاوضات تقدما باتجاه تسويةٍ سياسية تضمن عودة التوتسي إلى رواندا وتمتعهم بحقوقهم المدنية وضمان قدرٍ أكبر من المشاركة السياسية، في المقابل تخلي الجبهة عن حمل السلاح ودمج مقاتليها في الجيش الوطني.
قُتل زعيم الجبهة الوطنية رويجيما في المعارك مع الجيش الرواندي في الثاني من أكتوبر/تشرين الأول 1990، وبعد صراعٍ مرير كاد يُودي بوحدة الجبهة، تدخل الرئيس الأوغندي موسيفيني ليفرض رئيس استخباراته العسكرية ورجل ثقته كاغامي رئيسا للجبهة.
وفي 6 أبريل 1994، اغتيل الرئيس هباريمانا بإسقاط طائرته لدى هبوطها في كيغالي لدى قدومها من تنزانيا، وعلى متنها رئيس بوروندي المجاورة وعدد من كبار مسؤولي البلدين، وأعقب ذلك قيام المتطرفين الهوتو في النظام بتصفية المعتدلين من أبناء عمومتهم مؤكدين رفض أي تقارب مع التوتسي.
ومهد الاغتيال للمجازر العرقية التي استمرت إلى يونيو/حزيران من ذلك العام، وأوقعت أكثر من ثمانمئة ألف قتيل غالبيتهم الساحقة من التوتسي، واستغل كاغامي المجازر لحشد التعاطف الإقليمي والدولي، كما سرَّعت المجازر بهجوم الجبهة الوطنية التي تمكنت من الوصول إلى كيغالي في يونيو 1994، لتَتوقف المجازر ويستقر الأمر لكاغامي الذي أسند رئاسة البلاد إلى باستور بيزيمونغو.

## تولي الحكم
في غضون عام 2000، أزاح كاغامي الرئيس بيزيمنغو وأحاله إلى المحاكمة بتهمة الفساد، ومخالفة توجه المصالحة الوطنية القاضي بنبذ أيديولوجيا التفرقة العرقية، وحُكم على الرئيس المخلوع بالسجن لمدة 15 سنة.
تم تنصيب كاغامي رئيسا للبلاد بتزكية من البرلمان، ووضع دستور جديد للبلاد ألغى التفرقة العرقية، التي كانت الوثائق المدنية الرسمية تنص عليها، وتم إقرار الدستور عام 2003، وبالتزامن مع ذلك أُعيد انتخاب كاغامي بالاقتراع العام المباشر، وشكَّل حكومة حظيت فيها النساء بنصيب وافر فاق 30%.
أعيد انتخابه بعد ذلك في عام 2010، ثم حقق في 4 أغسطس 2017 فوزا كاسحا في انتخابات الرئاسة، ليحصل على ولاية رئاسية ثالثة تمتد سبع سنوات أخرى، وذلك بعد أن تم تعديل الدستور في ديسمبر 2015 بما يسمح له بالاستمرار في السلطة من المحتمل أن يبقى رئيسًا حتى عام 2034.
ظل كاغامي يسوّق المأساة المترتبة على المجازر لتبرير جميع قراراته السياسية ومواقفه، وكانت التهمة الجاهزة دائما بحق المعارضين هي تمجيد أيديولوجيا المجازر والتفرقة العرقية. وباسمها اعتُقل معارضون وسُجنوا، كما شهدت البلاد اغتيالات غامضة مست نشاطين سياسيين وحقوقيين وصحافيين ومعارضين في المنفى.
وفضلا عن ذلك، يُواجه كاغامي تهما بارتكاب جرائم حرب خلال الحرب الأهلية، ومن ثم لم يجد غير البقاء في السلطة ضمانة وحيدة لحماية نفسه ومقربيه من المتابعات القضائية وربما الانتقام.
أقام كاغامه علاقات دبلوماسية جيدة مع أغلب دول شرق إفريقيا، والولايات المتحدة الأمريكية، في حين تدهورت علاقاته مع فرنسا ابتداءً من عام 2009، وفي عام 2010 قام بول كاغامه بإضافة اللغة الإنجليزية كلغة رسمية ولغة للتعليم في رواندا، مضعفا موقع اللغة الفرنسية، وانسحبت رواندا من المنظمة الدولية للفرنكوفونية[بحاجة لمصدر] للانضمام إلى الكومنولث، ولا تزال العلاقات مع جمهورية الكونغو الديمقراطية متوترة رغم وقف إطلاق النار في عام 2003.
خلال فترته الرئاسية اعطي كاغامي الأولوية للتنمية الوطنية، حيث أطلق برنامجًا لتطوير رواندا كدولة متوسطة الدخل بحلول عام 2020 اعتبارًا من عام 2013 حيث تعمل البلاد على تطوير مؤشرات قوية، بما في ذلك الرعاية الصحية، والتعليم؛ وبلغ متوسط النمو السنوي بين عامي 2004 و 2010 حوالي 8 بالمائة سنويا.

## الاتحاد الأفريقي
انتخب كاغامي رئيسا للدورة الجديدة للاتحاد الأفريقي خلال اليوم الأول من القمة الأفريقية الثلاثين التي عقدت يومي 28 و29 يناير 2018 في العاصمة الإثيوبية أديس أبابا، وشغل منصب رئيس الاتحاد الأفريقي في الفترة من 2018 إلى 2019.
وتولى رئاسة جماعة شرق أفريقيا في الفترة من 2018 إلى 2021. ويواصل الرئيس كاغامي قيادة الإصلاحات المؤسسية للاتحاد الأفريقي ويضطلع بدور نصير الاتحاد الأفريقي لتمويل الخدمات الصحية المحلية.
كما يشغل حالياً منصب رئيس اللجنة التوجيهية لرؤساء الدول والحكومات لوكالة الاتحاد الأفريقي -الشراكة الجديدة لتنمية أفريقيا.

## الحياة الشخصية
في 10 يونيو 1989 في أوغندا ، تزوج كاغامي من جانيت نييرامونجي، وهي من التوتسي يعيشون في المنفى في نيروبي، كينيا.

## وصلات خارجية
- بول كاغامه على موقع IMDb (الإنجليزية)
- بول كاغامه على موقع الموسوعة البريطانية (الإنجليزية)
- بول كاغامه على موقع مونزينجر (الألمانية)
- بول كاغامه على موقع قاعدة بيانات الفيلم (الإنجليزية)
- الموقع الرسمي